# Лукойл
„Лукойл“ (на руски: „ЛУКойл“, „Лукойл“) е втората по големина нефтодобивна компания в Русия. Нейното седалище е в Москва.
Тя е втората по големина публична компания (след ExxonMobil) по доказани резерви на нефт. През 2008 г. е имала 19,3 милиарда барела нефтен еквивалент по стандартите на Дружеството на нефтените инженери. Това количество представлява около 1,3% от световните нефтени резерви. Компанията е добила 97,615 милиона тона нефт през 2009 г.
Компанията присъства в над 40 страни по света. В България компанията работи чрез „Лукойл България“ АД с генерален директор Александър Величков.